# Bukonys
Bukonys (ryska: Буконис) är en ort i Litauen. Den ligger i den centrala delen av landet, 80 km nordväst om huvudstaden Vilnius. Bukonys ligger 95 meter över havet och antalet invånare är 553.
Terrängen runt Bukonys är mycket platt. Runt Bukonys är det ganska tätbefolkat, med 58 invånare per kvadratkilometer. Närmaste större samhälle är Jonava, 15,7 km söder om Bukonys. I omgivningarna runt Bukonys växer i huvudsak blandskog.